# Boet van Dulmen

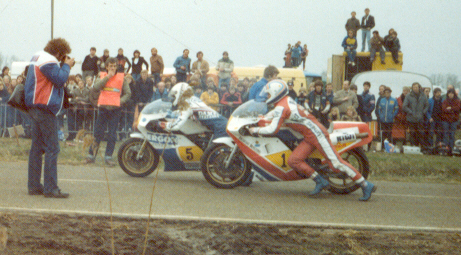
Boet van Dulmen (rechts) demonstreert een duwstart samen met Jack Middelburg tijdens de wegraces in Heeswijk in 1982

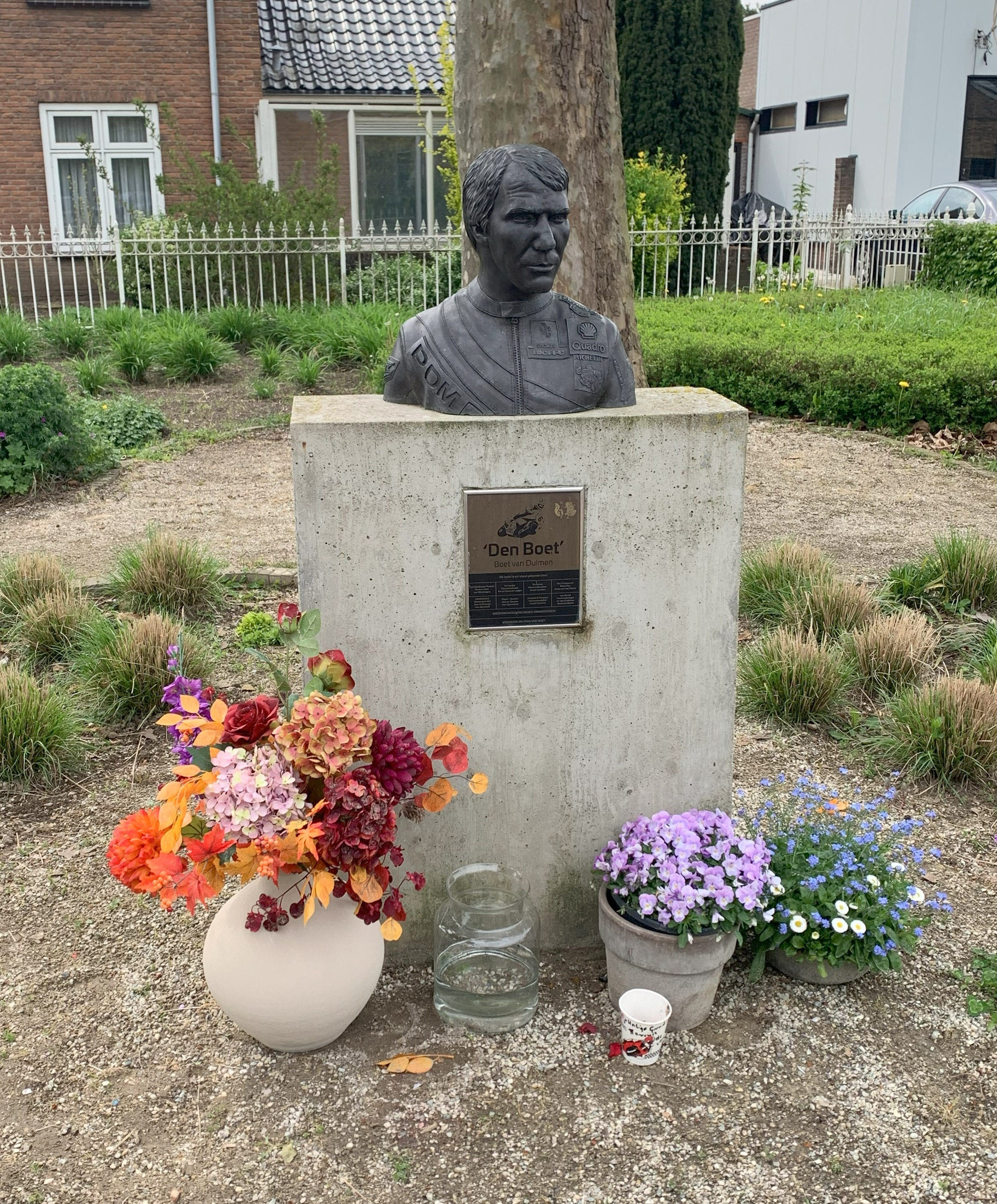
Borstbeeld Den Boet in Ammerzoden van beeldhouwer Roel van der Burg

Antonius Pius Maria (Boet) van Dulmen (Ammerzoden, 19 april 1948 – aldaar, 16 september 2021) was een Nederlands motorcoureur. Samen met Wil Hartog en Jack Middelburg vormde hij de Grote Drie, het trio dat in de jaren zeventig en het begin van de jaren tachtig grote successen behaalde in de Koningsklasse van de wegracesport, de 500cc.

## Carrière
De man uit Ammerzoden werd gedoopt als 'Antonius Pius Maria' maar stond bij de fans bekend onder de koosnaam 'Den Boet'. Hij komt aan die ongebruikelijke voornaam doordat zijn oudere broer hem als kind, kennelijk met een licht spraakgebrek, aan anderen voorstelde als 'mijn boet' (hij bedoelde: 'mijn broer'). Bij collega-rijders stond Van Dulmen internationaal in hoog aanzien als coureur en testrijder. Zijn specialiteit was het rijden in de regen.
Als Nederlander is het Van Dulmen nooit gelukt competitief fabrieksmateriaal te krijgen. Desondanks haalde hij als 's-werelds beste privérijder diverse successen, waaronder een GP-overwinning in Finland in 1979 en een tweede plaats in de TT van Assen in 1981. 
Ook op hogere leeftijd wist Van Dulmen zich te handhaven in de wereldtop. Zo werd hij in 1985, op 37-jarige leeftijd, nog vierde op de TT van Assen. Van Dulmen probeerde zijn ervaring over te brengen op jongere rijders, zoals Henk van der Mark en Rob Punt. Eind 1986 stopte hij als coureur om zich te richten op een transportbedrijf. Op 18 januari 2020 werd er in Ammerzoden een borstbeeld van Van Dulmen onthuld.
Van Dulmen overleed op 16 september 2021 op 73-jarige leeftijd aan de gevolgen van een verkeersongeluk.

## Resultaten in GP's
| Jaar                       | 75  | 76  | 76  | 76  | 77  | 78  | 79  | 80  | 81  | 82  | 83  | 84  | 85  | 86  |
| Klasse                     | 350 | 250 | 350 | 500 | 500 | 500 | 500 | 500 | 500 | 500 | 500 | 500 | 500 | 500 |
| Eindklassering             | 36  | 26  | 24  | 24  | 27  | 13  | 6   | 14  | 6   | 12  | 11  | 8   | 10  | 12  |
| -------------------------- | --- | --- | --- | --- | --- | --- | --- | --- | --- | --- | --- | --- | --- | --- |
| Nederland (TT Assen)       |     |     |     |     |     | 8   | 4   | 4   | 2   | 6   | 8   |     | 4   |     |
| België (Spa-Francorchamps) |     |     |     |     |     |     |     | 9   | 5   | 7   | 9   |     | 9   | 9   |
| Finland                    | 8   |     |     |     |     | 7   | 1   |     |     |     |     |     |     |     |
| Spanje                     |     | 7   | 8   |     |     |     | 6   |     |     |     |     | 5   |     |     |
| Italië                     |     |     | 8   |     | 9   | 9   |     |     | 4   |     |     | 7   |     | 6   |
| Frankrijk                  |     |     |     | 10  |     |     |     |     | 8   |     |     |     |     |     |
| Tsjecho-Slowakije          |     |     |     | 8   |     |     |     |     |     |     |     |     |     |     |
| Duitsland                  |     |     |     | 6   | 10  | 8   |     |     | 4   | 7   | 10  | 9   | 10  |     |
| Oostenrijk                 |     |     |     |     |     | 8   |     |     | 5   | 5   | 10  | 8   | 8   | 10  |
| Joegoslavië                |     |     |     |     |     |     | 5   |     | 7   |     | 7   |     |     |     |
| Zweden                     |     |     |     |     |     |     | 3   |     | 2   | 7   |     | 7   |     |     |
| Groot-Brittannië           |     |     |     |     |     |     | 5   |     | 6   |     | 8   |     | 7   |     |
| San Marino                 |     |     |     |     |     |     |     |     |     |     | 8   | 9   |     |     |
| Zuid-Afrika                |     |     |     |     |     |     |     |     |     |     |     | 7   |     |     |

## Galerij

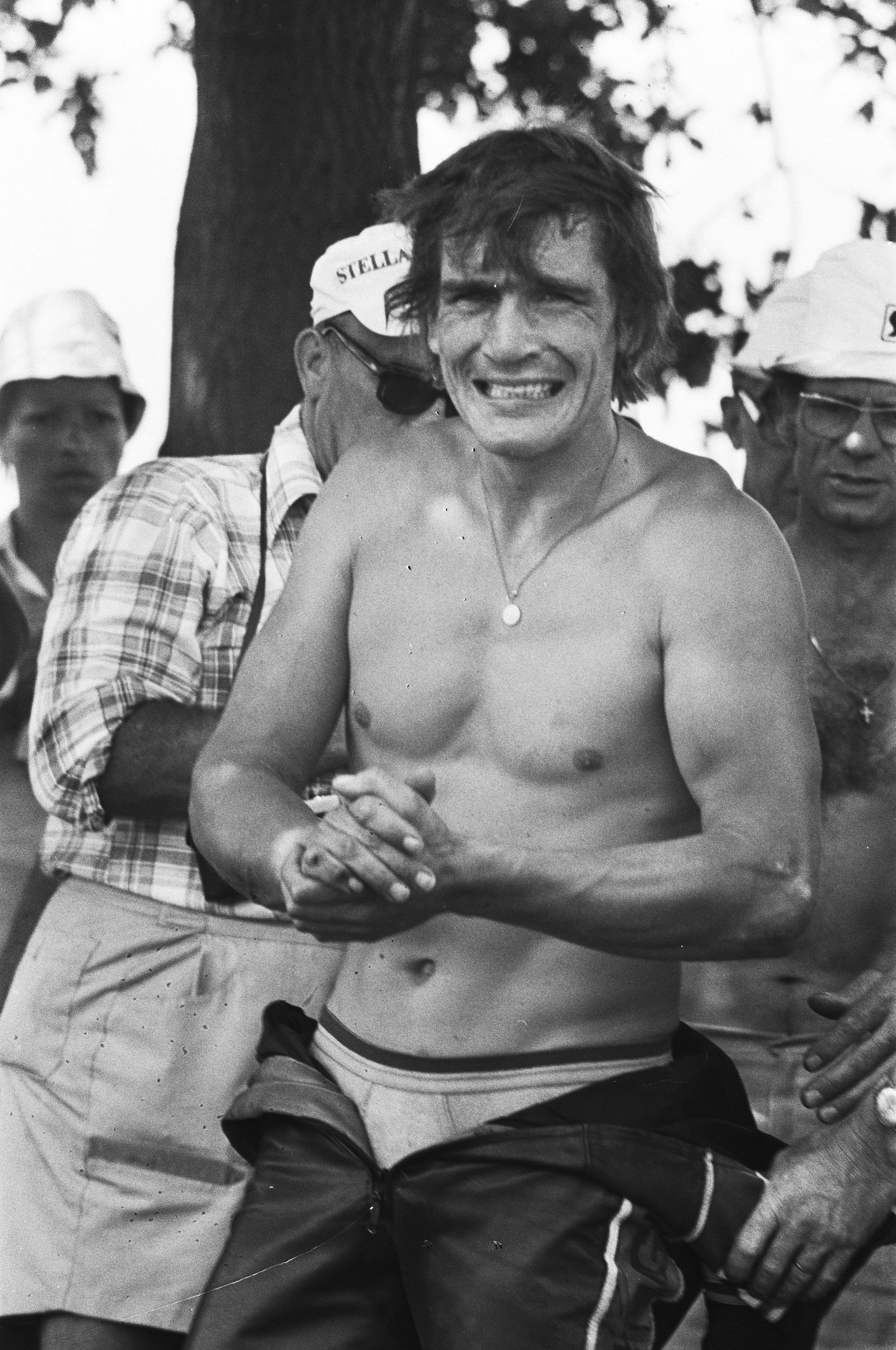
TT Assen 1976
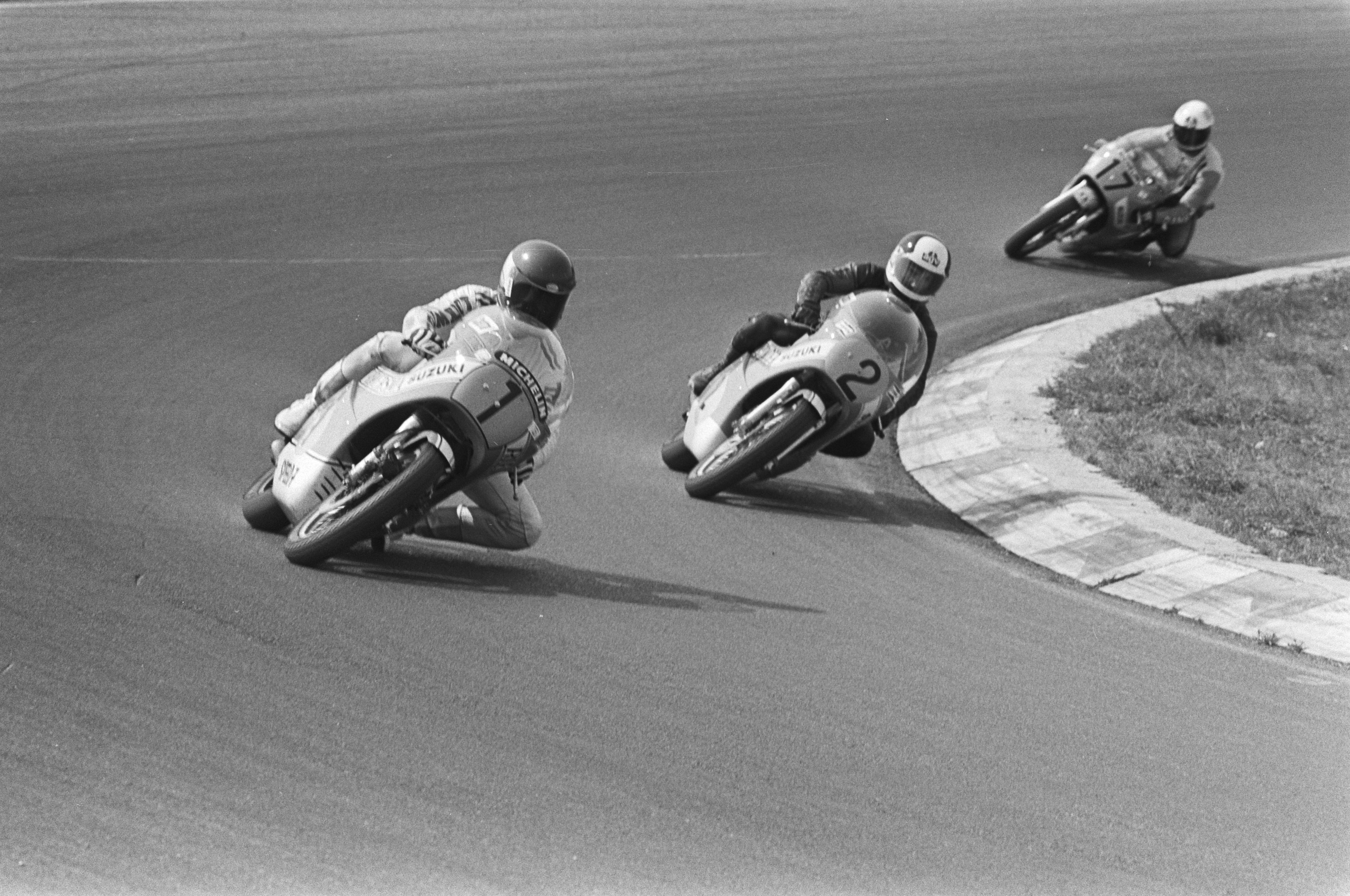
Zandvoort 1976
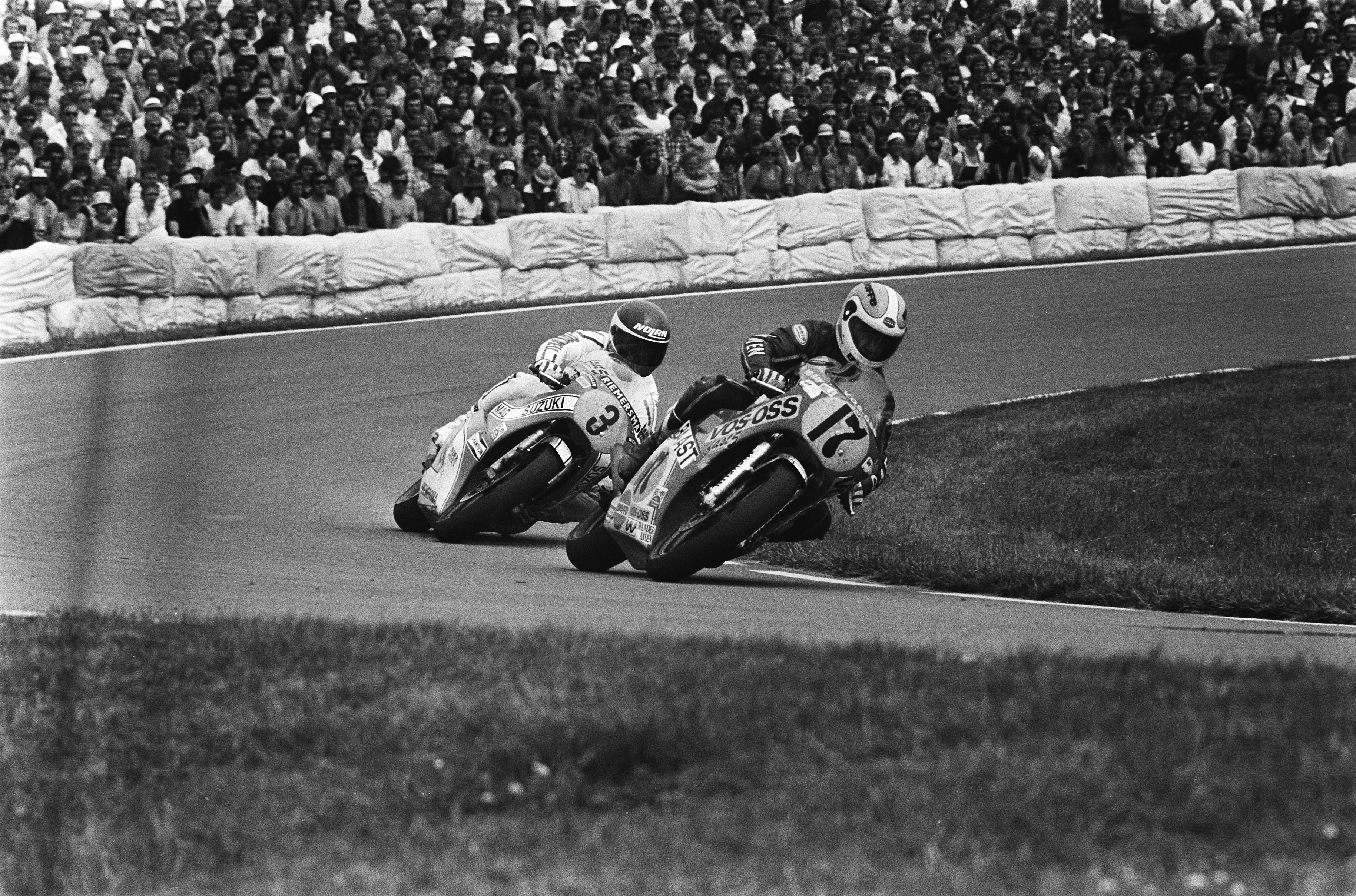
TT Assen 1979
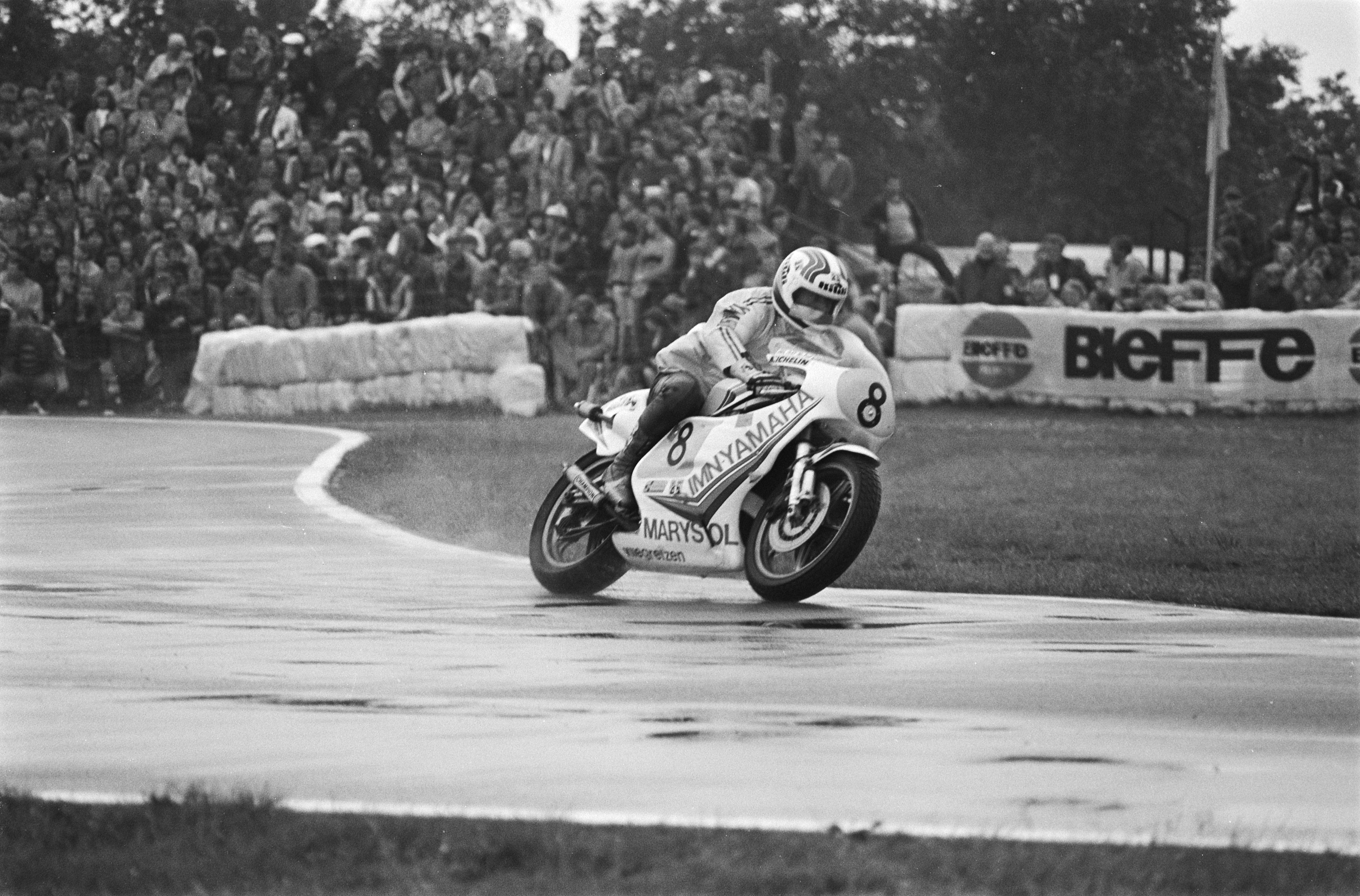
TT Assen 1981